# Nya Norrland
Nya Norrland, NN, var en socialdemokratisk dagstidning, som utgavs från 1907 till 1999. Från och med 1912 var man baserad i Sollefteå, och man kom under hela sin existens att ha Ådalen som spridningsområde. I början av 1970-talet flyttades huvudverksamheten, inklusive tryckeri, till Härnösand.

## Historik

### Bakgrund
Nya Norrland grundades 1907 i Kramfors av de båda tidningsmänniskorna Johan Emil Berglund och Carl Oskar Johansson. Fem år senare flyttade redaktionen till Sollefteå. 1919 startade man sexdagarsutgivning,
1932 hade Nya Norrland blivit den största tidningen i hela Ångermanland, en position som man kom att behålla fram till 1968. 1932 påbörjade tidningen även bygget av ett tidningshus på Järnvägsgatan i Sollefteå. Där kom sollefteåredaktionen att ha sitt kontor fram till i slutet av maj 2010, då man flyttade till andra lokaler.
Tidningen var från starten organ för det då nybildade Norrlands Skogs- och Lantarbetarförbund, men övertogs 1910 av Ångermanlands socialdemokratiska partidistrikt.  1917 gick tidningen över till Sveriges socialdemokratiska vänsterparti efter partisplittringen. 1922 återgick tidningen till sin tidigare politiska linje.

### Samarbeten och sammanslagning
Nya Norrland samverkade från 1971 med partikollegan Dagbladet Nya Samhället, med utgivning i Sundsvall, Timrå och Ånge. Dagbladet trycktes under den perioden i Härnösand och i tabloidformat.
Årsskiftet 1999/2000 slogs tidningen ihop med huvudkonkurrenten i Härnösand, den moderata Västernorrlands Allehanda (VA), samtidigt som cirka 60 anställda på de bägge tidningarna sades upp. Därigenom bildades Tidningen Ångermanland med både en socialdemokratisk och en liberal ledarsida. Vid sammanslagningen var VA största tidning i Härnösand, medan NN var störst i Sollefteå. Samtidigt köptes Dagbladet av den mellansvenska tidningskoncernen Mittmedia och fortsatte sin verksamhet – allt mer integrerad i Sundsvalls Tidning – fram till nedläggningen 2015.

### Tidningen Ångermanland
Ledningen för den fusionerade tidningen talade då om en upplaga på 25 000–28 000 exemplar, i ett spridningsområde med 70 000 hushåll. Verkligheten kom att bli något annorlunda, och 2014 låg den Tidningsstatistik-kontrollerade upplagan på 15 600 exemplar.
Från och med 2006/2007 har TÅ samma ägare som Örnsköldsviks Allehanda – Allehanda Media AB inom Mittmedia-koncernen. De båda tidningarna samarbetade då om en gemensam andradel, med nöje, kultur och sport.

## Tidningsledning[2]

### Chefredaktörer
- 1907-1912 – C O Johansson.
- 1912-1925 – Ivar Vennerström
- 1926-1948 – Karl Mähler
- 1948-1951 – Hugo Winberg
- 1951-1968 – Axel "Axa" Andersson
- 1968-1971 – Kaj "Kajax" Axelsson
- 1971-1974 – Erik Persson
- 1974-1980 – Rolf Alsing
- 1980-1984 – Björn Elmbrant (politisk chefredaktör)
- 1980-1982 – Torbjörn Bergmark (administrativ chefredaktör)
- 1985-1999 – Per Åhlström

### Verkställande direktör
- 1907-1916 – J E Berglund
- 1916-1921 – August Andersson
- 1921-1923 - Gustaf Abard
- 1924-1941 – Ernst Karlsson
- 1941-1969 – Folke Vågberg
- 1969-1989 – Ebbe Nordin
- 1989-1999 – Bertil Astby